# Dan Kreider
Dan Kreider (født 11. marts 1977) er en tidligere amerikansk fodbold-spiller fra USA, der spillede for NFL-holdene Pittsburgh Steelers, St. Louis Rams og Arizona Cardinals. Han spillede positionen fullback.